# Kongo (Fluss)
Der Kongo (auch Congo und Zaïre) ist ein Strom in Zentralafrika. Mit einer Länge von 4374 km ist er der zweitlängste Strom Afrikas; gemessen an seiner Wasserführung von 41.800 m³/s ist er der wasserreichste Fluss des Kontinents und mit 220 m Tiefe der tiefste Fluss der Welt. Sein Einzugsgebiet liegt hauptsächlich in der Demokratischen Republik Kongo (nachfolgend DR Kongo genannt), wo der Fluss durch das riesige Kongobecken fließt.

## Flusslauf
Der Kongo entspringt als Lualaba im Süden der DR Kongo in der Region Katanga in den Süd-Ausläufern des Mitumba-Gebirges. Dort liegt seine Quelle etwa 100 Kilometer westlich von Lubumbashi. Der Lualaba fließt zuerst nach Norden, vorbei am Upemba- und am Kisalesee und nimmt rund 150 Kilometer weiter nördlich das Wasser des von Osten kommenden Flusslaufs Luvua–Luapula–Chambeshi auf, der als Nebenfluss bis zu dieser Stelle deutlich länger ist als der Lualaba. Der Kongo hat mit dem Flusslauf Luvua–Luapula–Chambeshi eine Länge von 4835 Kilometern. Etwa bei dieser Flusseinmündung tritt er in das großflächige Kongobecken ein. Nochmals rund 150 Kilometer weiter nördlich fließt ihm der von Osten kommende Lukuga zu. Von dort aus fließt der Lualaba weiter in Richtung Norden zu den Boyomafällen bei Kisangani.
Von dort an trägt er – in westlicher Richtung fließend – den Namen Kongo. Dort, wo er sich in Richtung Südwesten wendet, durchfließt er eine ausgedehnte Sumpflandschaft bei Mbandaka. Darin fließt ihm der Ubangi zu, sein zweitgrößter Nebenfluss. Von dort an bildet er die natürliche Grenze der Staaten Demokratische Republik Kongo und Republik Kongo. Etwas weiter südlich mündet der Kwa-Kasai ein, sein mit Abstand größter Nebenfluss. Danach erreicht er den Pool Malebo, Brazzaville und Kinshasa; der Fluss ist oberhalb dieser Städte schiffbar.
Wenig später überwindet er am Ausgang des Kongobeckens im Zuge des Durchbruchstals durch die Niederguineaschwelle in den 350 Kilometer langen Stromschnellen der Livingstonefälle ein Gefälle von 274 Metern. Später verlässt der Kongo die gemeinsame Staatsgrenze, quert den nur etwa 100 bis 150 Kilometer breiten westlichsten Zipfel der DR Kongo und erreicht vor der Grenze zu Angola die Stadt Matadi. Auf dieser Grenze fließt der Fluss – nun Rio Zaire genannt – noch rund 135 Kilometer weiter nach Westen, um auch an der Grenze im Zaire-Tiefland in einem bis zu 40 Kilometer breiten Trichter in den Atlantik zu münden, wo sich die Kongo-Rinne noch 150 Kilometer weit unter der Meeresoberfläche fortsetzt.

## Einzugsgebiet
Das Einzugsgebiet des Kongo ist mit je nach Quelle zwischen 3.789.000 und 3.778.900 km² nach dem des Amazonas das zweitgrößte der Erde und liegt hauptsächlich in der DR Kongo. Daneben teilt es sich auf in Gebiete in der Zentralafrikanischen Republik, Angola, der Republik Kongo, Tansania, Sambia, Kamerun und sogar zum Teil in Burundi und Ruanda. Es gibt noch Bereiche in Gabun, die allerdings rechnerisch vernachlässigbar sind.
| Land                         | Fläche [km²] | Prozent Einzugsgebiet | Prozent Landesfläche |
| ---------------------------- | ------------ | --------------------- | -------------------- |
| Sambia                       | 0.177.735    | 04,7                  | 23,6                 |
| Tansania                     | 0.244.593    | 06,5                  | 25,9                 |
| Burundi                      | 0.014.574    | 00,4                  | 52,4                 |
| Ruanda                       | 0.006.464    | 00,2                  | 24,5                 |
| Zentralafrikanische Republik | 0.403.570    | 10,7                  | 64,8                 |
| Kamerun                      | 0.096.395    | 02,5                  | 20,3                 |
| Republik Kongo               | 0.246.977    | 06,5                  | 72,2                 |
| Angola                       | 0.285.395    | 07,5                  | 22,9                 |
| DR Kongo                     | 2.313.350    | 61,1                  | 98,7                 |
| Kongo gesamt                 | 3.789.053    | 100,00                |                      |

## Länge, Schiffbarkeit und Tiefe
Der Kongo ist 4374 Kilometer lang, wovon etwa 3000 Kilometer schiffbar sind. Er ist eine wichtige Schifffahrtsstraße; die teils langen nicht schiffbaren Abschnitte werden durch Eisenbahnlinien umgangen.
Ein Team von Biologen maß 2008/2009 im Unterlauf per Echolot Wassertiefen von bis zu 220 Meter, womit der Kongo der tiefste Fluss der Erde wäre.

## Wasserreichtum, Stromschnellen und Wasserfälle
Der Kongo bildet die wasserreichsten Stromschnellen der Erde, wovon die Boyomafälle und die Livingstonefälle die bekanntesten sind. Er führt an seiner Mündung zwischen 23.000 und 75.000 m³/s Wasser ab – im Jahresdurchschnitt macht dies 41.800 m³/s. Die bräunliche Wasserfarbe an der Mündung in den Atlantik ist teils noch 20 bis 30 Kilometer von der Küste entfernt zu erkennen.

## Hydrometrie
Die Durchflussmenge des Kongo wurde über 80 Jahre (1903–83) in Kinshasa etwa 490 Kilometer flussaufwärts von der Mündung gemessen (in m³/s).
- Diagrammdaten:
- Definition |
- Rohdaten |
- Hilfe

## Erforschung
Als erster Europäer kam 1482 der portugiesische Seefahrer Diogo Cão an den Kongo und befuhr diesen stromaufwärts. Der britische Afrikaforscher Sir Henry Morton Stanley erforschte seinen Lauf im Binnenland, als er den Strom von 1876 bis 1877 mit der Lady Alice befuhr und das Land erkundete.
Näheres siehe Hauptartikel Entdeckungsgeschichte Afrikas.

## Orte
- Kisangani
- Mbandaka
- Brazzaville
- Kinshasa
- Matadi

## Nebenflüsse
In der nachfolgenden Aufstellung sind Nebenflüsse des Kongo flussabwärts aufgelistet und die Himmelsrichtungen, aus der sie kommen, vermerkt.

### Oberlauf
bis zum Beginn des Kongo-Linksbogens (bis Kisangani):
- links, von Südwesten: Lubudi
- rechts, von Südosten: Lufira, Luvua, Luapula
- rechts, von Osten: Lukuga, Luama, Elila, Ulindi, Lowa, Maiko

### Mittellauf
ab Beginn des Kongo-Linksbogens (von Kisangani bis Mbandaka):
- rechts, von Nordosten: Lindi
- links, von Süden: Lomami
- rechts, von Nordosten: Aruwimi, Itimbiri
- rechts, von Norden: Mongala
- links, von Osten: Lulonga-Maringa, Ruki-Busira

Zum Ende des Kongo-Linksbogens (bis Brazzaville/Kinshasa):
- rechts, von Norden: Ubangi, Sangha
- rechts, von Westen: Alima, Nkeni, Léfini
- links, von Osten: Kwa-Kasai (Kassai, Cassai)

### Unterlauf
Nach Ende des Kongo-Linksbogens (ab Brazzaville/Kinshasa):
- Djoué
- Inkisi

## Staudämme
Mit den Inga-Staudämmen wird ein Teil der Wasserkraft im Bereich der Livingstonefälle genutzt. Es gibt Pläne, diese Anlagen per Neubau zum größten Wasserkraftwerk der Welt zu erweitern. Bei einer Leistung von ca. 40 GW sollen nach Fertigstellung des Projektes jährlich etwa 320 TWh elektrischer Energie produziert werden, wodurch sich die Energieproduktion Afrikas um etwa ein Drittel erhöhen würde. Im Mai 2013 wurde der Baubeginn für 2015 zwischen der Demokratischen Republik Kongo und Südafrika beschlossen.